# Liste d'acteurs et actrices ayant joué une divinité à l'écran
Les dieux et les déesses sont bien souvent joués au cinéma ou à la télévision, quelles que soient la religion ou les croyances mythologiques.
Voici une liste d'acteurs et actrices ayant joué un dieu ou une déesse dans l'audiovisuel (cinéma, vidéo, télévision). Les acteurs ayant juste donné leur voix sont aussi répertoriés dans cette liste, mais uniquement les voix originales.
Les Héros mythologiques ne sont pas inclus car ce ne sont pas des dieux au sens strict.
|  | au cinéma       |
|  | à la télévision |
|  | en vidéo        |

## Liste par acteurs et actrices
| Type                        | Acteurs (Nom, prénom)  | Rôle                          | Religion Mythologie   | Titre de l'œuvre                       | Année de l'œuvre | Réalisation Création                          |
| --------------------------- | ---------------------- | ----------------------------- | --------------------- | -------------------------------------- | ---------------- | --------------------------------------------- |
|                             | Abercrombie, Ian       | Dieu Zeus                     | Mythologie grecque    | Blasphemy the Movie                    | 2001             | Mendoza, John                                 |
|                             | Amendola, Anna         | Déesse Minerve                | Mythologie romaine    | Amante di Paride (L’)                  | 1954             | Allégret, Marc                                |
|                             | Andress, Ursula        | Déesse Aphrodite              | Mythologie grecque    | Choc des Titans, Le                    | 1981             | Davis, Desmond                                |
|                             | Appel, Peter           | Dieu Poséidon                 | Mythologie grecque    | Soul Mates                             | 2007             | Jones, Phillip                                |
|                             | Arnova, Alba           | Déesse Vénus                  | Mythologie romaine    | Amante di Paride (L’)                  | 1954             | Allégret, Marc                                |
|                             | Asner, Edward          | Dieu                          | Religion chrétienne   | Insight                                | 1977             | Sandrich, Jay                                 |
|                             | Barnes, Demore         | Dieu Thot                     | Mythologie égyptienne | American Gods                          | 2017             | Fuller, Bryan et Green, Michael               |
|                             | Bean, Sean             | Dieu Zeus                     | Mythologie grecque    | Percy Jackson : Le Voleur de foudre    | 2010             | Columbus, Chris                               |
|                             | Benedict, Rob          | Dieu                          | Mythologie chrétienne | Supernatural                           | 2020             | Kripke, Eric                                  |
|                             | Bennett, Kate          | Déesse Héra                   | Mythologie grecque    | Soul Mates                             | 2007             | Jones, Phillip                                |
|                             | Bernsen, Corbin        | Dieu Vulcain                  | Mythologie romaine    | American Gods                          | 2017             | Fuller, Bryan et Green, Michael               |
|                             | Biladeau, Benjamin J.  | Dieu (voix)                   | Religion chrétienne   | Halfway to Heaven and Hell             | 2003             | Seymour, Gregory R.                           |
|                             | Blackman, Keith        | Dieu Ganesh                   | Mythologie hindoue    | Supernatural                           | 2009             | Bota, Rick                                    |
|                             | Blackman, Honor        | Déesse Héra                   | Mythologie grecque    | Jason et les Argonautes                | 1963             | Chaffey, Don                                  |
|                             | Bloom, Claire          | Déesse Héra                   | Mythologie grecque    | Choc des Titans, Le                    | 1981             | Davis, Desmond                                |
|                             | Boseman, Chadwick      | Dieu Thot                     | Mythologie égyptienne | Gods of Egypt                          | 2016             | Proyas, Alex                                  |
|                             | Bowden, Tony           | Dieu                          | Religion chrétienne   | Martyr                                 | 2006             | Troke, Shaun                                  |
|                             | Breton, Michèle        | Déesse Athéna                 | Mythologie grecque    | Odyssée, L'                            | 1968             | Rossi, Franco                                 |
|                             | Brice, Pierre          | Dieu Dionysos                 | Mythologie grecque    | Les Bacchantes                         | 1961             | Ferroni, Giorgio                              |
|                             | Brown, Bryan           | Dieu Osiris                   | Mythologie égyptienne | Gods of Egypt                          | 2016             | Proyas, Alex                                  |
|                             | Bryant, David          | Dieu                          | Religion chrétienne   | Angels                                 | 1976             | Compton, Spencer                              |
|                             | Burns, George          | Dieu                          | Religion chrétienne   | Bon Dieu ! (Oh, God!)                  | 1977             | Reiner, Carl                                  |
| Oh, God! Book 2             | Burns, George          | Dieu                          | Religion chrétienne   | 1980                                   | Cates, Gilbert   |                                               |
| Oh, God! You Devil!         | Burns, George          | Dieu                          | Religion chrétienne   | 1984                                   | Bogart, Paul     |                                               |
|                             | Burton, Corey          | Dieu Zeus (voix)              | Mythologie grecque    | Hercule                                | 1998-1999        | Weinstein, Phil                               |
|                             | Burton, Corey          | Dieu Zeus (voix)              | Mythologie grecque    | Hercules: Zero to Hero                 | 1999             | Kline, Bob                                    |
|                             | Butler, Gerard         | Dieu Seth                     | Mythologie égyptienne | Gods of Egypt                          | 2016             | Proyas, Alex                                  |
|                             | Carter, Hunter         | Dieu                          | Religion chrétienne   | Hey, God                               | 2004             | Falbaum, Evan                                 |
|                             | Celano, Guido          | Dieu Jupiter                  | Mythologie romaine    | Amante di Paride (L’)                  | 1954             | Allégret, Marc                                |
|                             | Cerra, Erica           | Déesse Héra                   | Mythologie grecque    | Percy Jackson : Le Voleur de foudre    | 2010             | Columbus, Chris                               |
|                             | Chapman, Graham        | Dieu                          | Religion chrétienne   | Monty Python : Sacré Graal !           | 1975             | Gilliam, Terry Jones, Terry                   |
|                             | Chenoweth, Kristin     | Déesse Ostara                 | Mythologie germanique | American Gods                          | 2017             | Fuller, Bryan et Green, Michael               |
|                             | Coogan, Steve          | Dieu Hadès                    | Mythologie grecque    | Percy Jackson : Le Voleur de foudre    | 2010             | Columbus, Chris                               |
|                             | Cooper, Adam           | Dieu Éros                     | Mythologie grecque    | Jason et les Argonautes                | 2000             | Willing, Nick                                 |
|                             | Coster-Waldau, Nikolaj | Dieu Horus                    | Mythologie égyptienne | Gods of Egypt                          | 2016             | Proyas, Alex                                  |
|                             | Cox, Nathalie          | Déesse Artémis                | Mythologie grecque    | Choc des Titans, Le                    | 2010             | Leterrier, Louis                              |
|                             | Creech, Don            | Dieu                          | Religion chrétienne   | Ultrachrist!                           | 2003             | Dye, Kerry Douglas                            |
|                             | Curtis, Tony           | Dieu (voix)                   | Religion chrétienne   | Blacksmith and the Carpenter, The      | 2007             | Redish, Chris                                 |
|                             | Da Torre, Michael      | Dieu Zeus                     | Mythologie grecque    | Soul Mates                             | 2007             | Jones, Phillip                                |
|                             | Davidson, Jaye         | Dieu Râ                       | Mythologie égyptienne | Stargate, la porte des étoiles         | 1994             | Emmerich, Roland                              |
|                             | Dawson, Rosario        | Déesse Perséphone             | Mythologie grecque    | Percy Jackson : Le Voleur de foudre    | 2010             | Columbus, Chris                               |
|                             | Dieudonné              | le Dieu de la blague          |                       | 11 Commandements, Les                  | 2004             | Desagnat, François Sorriaux, Thomas           |
|                             | Dylan, Rae             | Déesse Aphrodite              | Mythologie grecque    | Soul Mates                             | 2007             | Jones, Phillip                                |
|                             | Evans, Luke            | Dieu Apollon                  | Mythologie grecque    | Choc des Titans, Le                    | 2010             | Leterrier, Louis                              |
|                             | Evans, Luke            | Dieu Zeus                     | Mythologie grecque    | Immortels, Les                         | 2011             | Singh, Tarsem                                 |
|                             | Ferguson, Mark         | Dieu Hadès                    | Mythologie grecque    | Hercule et le Monde des ténèbres       | 1994             | Norton, Bill L.                               |
|                             | Fiennes, Ralph         | Dieu Hadès                    | Mythologie grecque    | Choc des Titans, Le                    | 2010             | Leterrier, Louis                              |
|                             | Fillion, Nathan        | Dieu Hermès                   | Mythologie grecque    | Percy Jackson : La Mer des monstres    | 2013             | Freudenthal, Thor                             |
|                             | Fitz, Erica            | Déesse Vénus                  | Mythologie romaine    | Hercule à New York                     | 1970             | Seidelman, Arthur Allan                       |
|                             | Fleetwood, Susan       | Déesse Athéna                 | Mythologie grecque    | Choc des Titans, Le                    | 1981             | Davis, Desmond                                |
|                             | Fraser, Duncan         | Dieu Odin                     | Mythologie nordique   | Supernatural                           | 2009             | Bota, Rick                                    |
|                             | Freeman, Morgan        | Dieu                          | Religion chrétienne   | Bruce tout-puissant                    | 2003             | Shadyac, Tom                                  |
| Evan tout-puissant          | Freeman, Morgan        | Dieu                          | Religion chrétienne   | 2007                                   |                  | Shadyac, Tom                                  |
|                             | Gabriela, Cecilia      | Dieu                          | Religion chrétienne   | Puppet Soldiers                        | 2007             | Salinas, Luis                                 |
|                             | Gale, Mariah (en)      | Déesse Kakia                  | Mythologie grecque    | Légende d’Hercule, La                  | 2014             | Harlin, Renny                                 |
|                             | Goble, Diane           | Déesse Diane                  | Mythologie romaine    | Hercule à New York                     | 1970             | Seidelman, Arthur Allan                       |
|                             | Goldberg, Whoopi       | Dieu                          | Religion chrétienne   | A Little Bit of Heaven                 | 2011             | Kassell, Nicole                               |
|                             | Grauer, Ona            | Déesse Artémis                | Mythologie grecque    | Percy Jackson : Le Voleur de foudre    | 2010             | Columbus, Chris                               |
|                             | Graves, Ernest         | Dieu Zeus                     | Mythologie grecque    | Hercule à New York                     | 1970             | Seidelman, Arthur Allan                       |
|                             | Gwillim, Jack          | Dieu Poséidon                 | Mythologie grecque    | Choc des Titans, Le                    | 1981             | Davis, Desmond                                |
|                             | Gwynn, Michael         | Dieu Hermès                   | Mythologie grecque    | Jason et les Argonautes                | 1963             | Chaffey, Don                                  |
|                             | Hamilton, Dan          | Dieu Mercure                  | Mythologie romaine    | Hercule à New York                     | 1970             | Seidelman, Arthur Allan                       |
|                             | Hemsworth, Chris       | Dieu Thor                     | Mythologie nordique   | Thor                                   | 2011             | Branagh, Kenneth                              |
|                             | Heston, Charlton       | Dieu                          | Religion chrétienne   | Un ange... ou presque                  | 1990             | Cornell, John                                 |
|                             | Hiddleston, Tom        | Dieu Loki                     | Mythologie nordique   | Thor                                   | 2011             | Branagh, Kenneth                              |
|                             | Hinwood, Peter         | Dieu Hermès                   | Mythologie grecque    | Odyssée, L'                            | 1968             | Rossi, Franco                                 |
|                             | Hoffman, Dustin        | Dieu                          | Religion chrétienne   | Jeanne d’Arc                           | 1999             | Besson, Luc                                   |
|                             | Hogan, Hulk            | Dieu Zeus                     | Mythologie grecque    | Little Hercules                        | 2009             | Khashoggi, Mohamed                            |
|                             | Hopkins, Anthony       | Dieu Odin                     | Mythologie nordique   | Thor                                   | 2011             | Branagh, Kenneth                              |
|                             | Hounsou, Djimon        | Dieu Horus                    | Mythologie égyptienne | Stargate, la porte des étoiles         | 1994             | Emmerich, Roland                              |
|                             | Huston, Danny          | Dieu Poséidon                 | Mythologie grecque    | Choc des Titans, Le                    | 2010             | Leterrier, Louis                              |
|                             | Yeom, Hye-ran          | Dieu des Enfers Yeomradaewang | Mythologie bouddhique | Mystic Pop-up Bar                      | 2020             | Jeon, Chang-geun                              |
|                             | Kaar, Erika (en)       | Déesse Zorya Polunochnaya     | Mythologie slave      | American Gods                          | 2017             | Fuller, Bryan et Green, Michael               |
|                             | Kanakaredes, Melina    | Déesse Athéna                 | Mythologie grecque    | Percy Jackson : Le Voleur de foudre    | 2010             | Columbus, Chris                               |
|                             | Kelly, Martha (en)     | Déesse Zorya Utrennyaya       | Mythologie slave      | American Gods                          | 2017             | Fuller, Bryan et Green, Michael               |
|                             | Kim Hae-sook           | Déesse Empereur de Jade       | Mythologie taoïste    | Tomorrow (en)                          | 2022             | Kim Tae-yoon et Sung Chi-wook                 |
|                             | Lauchu, Carlos         | Dieu Anubis                   | Mythologie égyptienne | Stargate, la porte des étoiles         | 1994             | Emmerich, Roland                              |
|                             | Leachman, Cloris       | Déesse Zorya Vechernyaya      | Mythologie slave      | American Gods                          | 2017             | Fuller, Bryan et Green, Michael               |
|                             | Leib, Vladimir         | Dieu Éole                     | Mythologie grecque    | Odyssée, L'                            | 1968             | Rossi, Franco                                 |
|                             | Lekkos, Dimitri        | Dieu Apollon                  | Mythologie grecque    | Percy Jackson : Le Voleur de foudre    | 2010             | Columbus, Chris                               |
|                             | Lipton, Michael        | Dieu Pluton                   | Mythologie romaine    | Hercule à New York                     | 1970             | Seidelman, Arthur Allan                       |
|                             | Lucas, Isabel          | Déesse Athéna                 | Mythologie grecque    | Immortels, Les                         | 2011             | Singh, Tarsem                                 |
|                             | Lutz, Kellan           | Dieu Poséidon                 | Mythologie grecque    | Immortels, Les                         | 2011             | Singh, Tarsem                                 |
|                             | Macfadyen, Angus       | Dieu Zeus                     | Mythologie grecque    | Jason et les Argonautes                | 2000             | Willing, Nick                                 |
|                             | MacGinnis, Niall       | Dieu Zeus                     | Mythologie grecque    | Jason et les Argonautes                | 1963             | Chaffey, Don                                  |
|                             | McDormand, Frances     | Dieu (voix)                   | Religion chrétienne   | Good Omens                             | 2019             | McKinnon, Douglas                             |
|                             | McDonald, Tanny        | Déesse Junon                  | Mythologie romaine    | Hercule à New York                     | 1970             | Seidelman, Arthur Allan                       |
|                             | McKidd, Kevin          | Dieu Poséidon                 | Mythologie grecque    | Percy Jackson : Le Voleur de foudre    | 2010             | Columbus, Chris                               |
|                             | McShane, Ian           | Dieu Odin                     | Mythologie nordique   | American Gods                          | 2017             | Fuller, Bryan et Green, Michael               |
|                             | Miko, Izabella         | Déesse Athéna                 | Mythologie grecque    | Choc des Titans, Le                    | 2010             | Leterrier, Louis                              |
|                             | Mitchum, Robert        | Dieu                          | Religion chrétienne   | Sept Péchés capitaux, Les              | 1992             | collectif                                     |
|                             | Morissette, Alanis     | Dieu                          | Religion chrétienne   | Dogma                                  | 1999             | Smith, Kevin                                  |
| Jay et Bob contre-attaquent | Morissette, Alanis     | Dieu                          | Religion chrétienne   | 2001                                   |                  | Smith, Kevin                                  |
|                             | Murtagh, Diarmaid      | Dieu Hermès                   | Mythologie grecque    | Troie : La Chute d'une cité            | 2018             | David Farr                                    |
|                             | Nassif, Charles        | Dieu Hermès                   | Mythologie grecque    | Soul Mates                             | 2007             | Jones, Phillip                                |
|                             | Neal, Dylan            | Dieu Hermès                   | Mythologie grecque    | Percy Jackson : Le Voleur de foudre    | 2010             | Columbus, Chris                               |
|                             | Neeson, Liam           | Dieu Zeus                     | Mythologie grecque    | Choc des Titans, Le                    | 2010             | Leterrier, Louis                              |
|                             | Nighy, Bill            | Dieu Héphaïstos               | Mythologie grecque    | La Colère des Titans                   | 2012             | Liebesman, Jonathan                           |
|                             | Obi, Chris             | Dieu Anubis                   | Mythologie égyptienne | American Gods                          | 2017             | Fuller, Bryan et Green, Michael               |
|                             | O’Farrell, Pierre      | Dieu Hadès                    | Mythologie grecque    | Soul Mates                             | 2007             | Jones, Phillip                                |
|                             | Olivier, Laurence      | Dieu Zeus                     | Mythologie grecque    | Choc des Titans, Le                    | 1981             | Davis, Desmond                                |
|                             | Parvo, Elli            | Déesse Junon                  | Mythologie romaine    | Amante di Paride (L’)                  | 1954             | Allégret, Marc                                |
|                             | Poelvoorde Benoît      | Dieu                          | Religion chrétienne   | Tout Nouveau Testament, Le             | 2015             | Van Dormael, Jaco                             |
|                             | Ramírez, Édgar         | Dieu Arès                     | Mythologie grecque    | La Colère des Titans                   | 2012             | Jonathan Liebesman                            |
|                             | Reed, Oliver           | Dieu Vulcain                  | Mythologie romaine    | Aventures du baron de Münchhausen, Les | 1988             | Gilliam, Terry                                |
|                             | Roach, Pat             | Dieu Héphaïstos               | Mythologie grecque    | Choc des Titans, Le                    | 1981             | Davis, Desmond                                |
|                             | Rossellini, Isabella   | Déesse Athéna                 | Mythologie grecque    | L'Odyssée                              | 1997             | Andreï Kontchalovski                          |
|                             | Rush, Geoffrey         | Dieu Rê                       | Mythologie égyptienne | Gods of Egypt                          | 2016             | Proyas, Alex                                  |
|                             | Russo, Rene            | Déesse Frigga                 | Mythologie nordique   | Thor                                   | 2011             | Branagh, Kenneth                              |
|                             | Sevier, Corey          | Dieu Apollon                  | Mythologie grecque    | Immortels, Les                         | 2011             | Singh, Tarsem                                 |
|                             | Shaffer, Paul          | Dieu Hermès (voix)            | Mythologie grecque    | Hercules: Zero to Hero                 | 1999             | Kline, Bob                                    |
|                             | Sharma, Rekha          | Déesse Kali                   | Mythologie hindoue    | Supernatural                           | 2009             | Bota, Rick                                    |
|                             | Sharman, Daniel        | Dieu Arès                     | Mythologie grecque    | Les Immortels                          | 2011             | Tarsem Singh                                  |
|                             | Siddig, Alexander      | Dieu Hermès                   | Mythologie grecque    | Le Choc des Titans                     | 2010             | Louis Leterrier                               |
|                             | Smith, Kevin           | Dieu Arès                     | Mythologie grecque    | Xena, la guerrière                     | 1995 - 2001      | Robert Tapert et John Schulian                |
|                             | Stormare, Peter        | Dieu Czernobog                | Mythologie slave      | American Gods                          | 2017             | Fuller, Bryan et Green, Michael               |
|                             | Strathairn, David      | Dieu                          | Religion chrétienne   | Interview avec Dieu                    | 2018             | Lang, Perry                                   |
|                             | Swan, Serinda          | Déesse Aphrodite              | Mythologie grecque    | Percy Jackson : Le Voleur de foudre    | 2010             | Columbus, Chris                               |
|                             | Thomas, Jay            | Dieu Arès (voix)              | Mythologie grecque    | Hercules: Zero to Hero                 | 1999             | Kline, Bob                                    |
|                             | Thurman, Uma           | Déesse Vénus                  | Mythologie romaine    | Aventures du baron de Münchhausen, Les | 1988             | Gilliam, Terry                                |
|                             | Tinerino, Dennis       | Titan Atlas                   | Mythologie grecque    | Hercule à New York                     | 1970             | Seidelman, Arthur Allan                       |
|                             | Topart, Jean           | Dieu Zeus (voix)              | Mythologie grecque    | Ulysse 31                              | 1981             | Deyriès, Bernard Chalopin, Jean Wolmark, Nina |
|                             | Tucci, Stanley         | Dieu Dionysos                 | Mythologie grecque    | Percy Jackson : La Mer des monstres    | 2013             | Freudenthal, Thor                             |
|                             | Tucker, Jonathan       | Dieu Loki                     | Mythologie nordique   | American Gods                          | 2017             | Fuller, Bryan et Green, Michael               |
|                             | Von Pfetten, Stefanie  | Déesse Déméter                | Mythologie grecque    | Percy Jackson : Le Voleur de foudre    | 2010             | Columbus, Chris                               |
|                             | Weiss, Gaia            | Déesse Hébé                   | Mythologie grecque    | Légende d’Hercule, La                  | 2014             | Harlin, Renny                                 |
|                             | Williams, Olivia       | Déesse Héra                   | Mythologie grecque    | Jason et les Argonautes                | 2000             | Willing, Nick                                 |
|                             | Winstone, Ray          | Dieu Arès                     | Mythologie grecque    | Percy Jackson : Le Voleur de foudre    | 2010             | Columbus, Chris                               |
|                             | Yanne, Jean            | Dieu                          | Religion chrétienne   | Des nouvelles du bon Dieu              | 1996             | Le Pêcheur, Didier                            |
|                             | Yung, Élodie           | Déesse Hathor                 | Mythologie égyptienne | Gods of Egypt                          | 2016             | Proyas, Alex                                  |
|                             | Zombie, Rob            | Dieu                          | Religion chrétienne   | Super                                  | 2011             | Gunn, James                                   |